# Dunum
Il dunum in arabo  ﺩﻭﻧﻢ‎?, dūnum è una unità di misura terriera adottata a partire dall'età ottomana fino ai nostri giorni in vari paesi un tempo sotto il dominio ottomano (fra cui Marocco, Qatar, Giordania, Tunisia, Palestina ed Egitto) per calcolare le superfici terriere. Linguisticamente appare come un calco della stremma bizantina, che misurava un lotto di 40 passi (la corda con cui veniva misurato è richiamata anche dal nome che letteralmente significa "torcere").
Il dunum ha preso dalla stremma anche la misura.
Equivaleva inizialmente a 919,3 m² (per poi essere portato a 1000 m²) ma in Iraq il dunum equivale a 2500 m².